# Schachcomputer

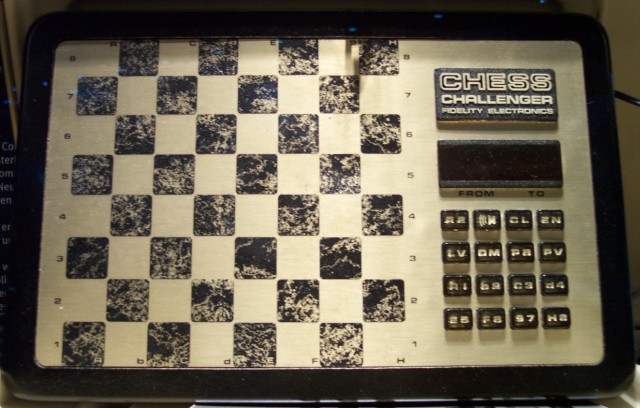
Früher elektronischer Schachcomputer: Fidelity Chess Challenger Voice (Markteinführung 1979)

Schachcomputer (auch Schachrechner) sind spezialisierte Computer zum Spielen von Schach. Sie enthalten ein als Firmware eingebautes Schachprogramm und bilden die Gerätebasis für Computerschach.

## Frühgeschichte

### Der „Türke“

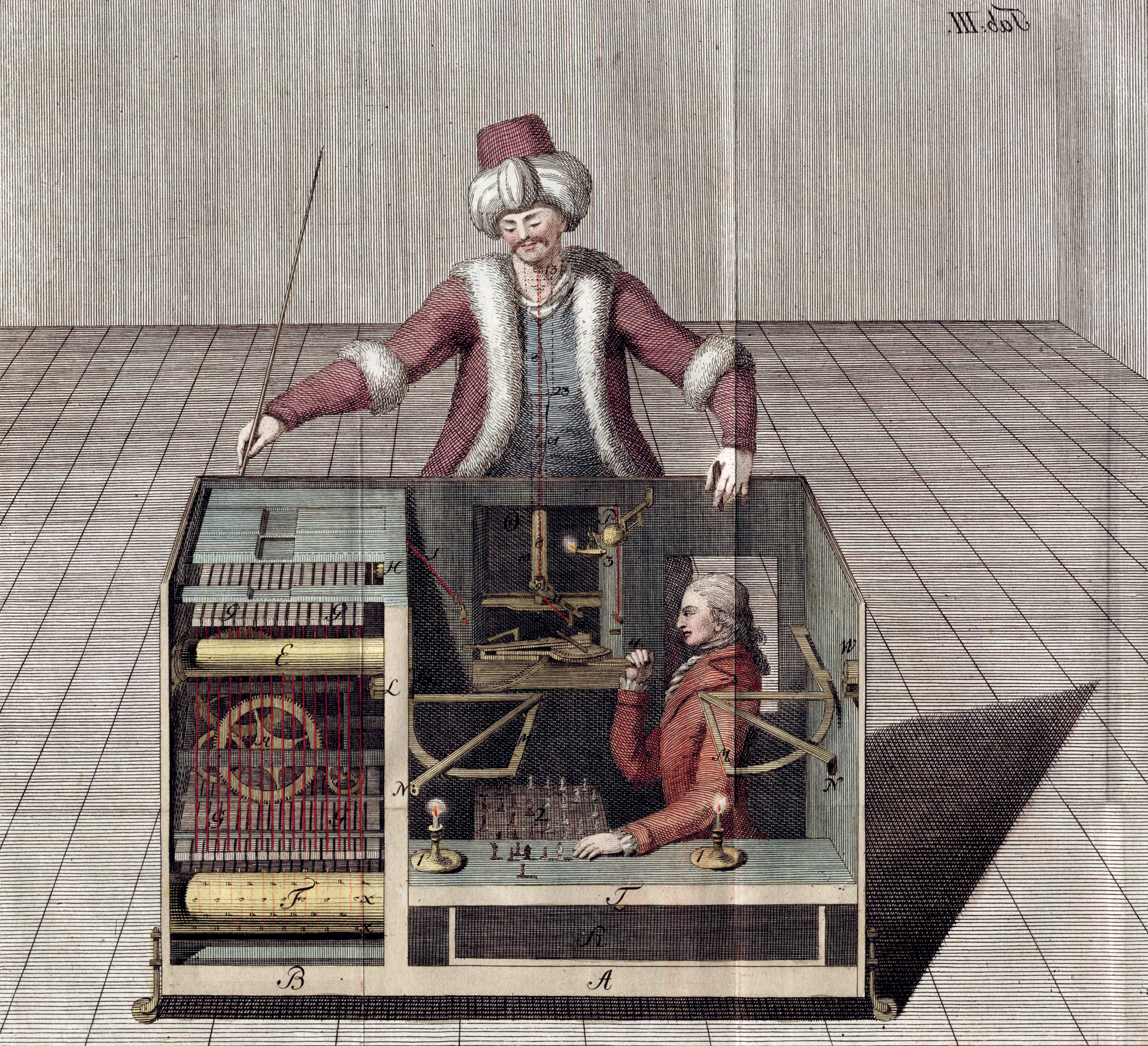
Kupferstich des Schachtürken aus der Publikation des Joseph Friedrich zu Racknitz von 1789

Der erste Automat, der angeblich Schach spielen konnte, war der „Schachtürke“ um 1770 von Wolfgang von Kempelen (1734–1804). Die Maschine bestand aus einer türkisch aussehenden lebensgroßen Figur, die an einem schreibtischgroßen Schrank auf einem Stuhl saß. Der Schrank enthielt eine komplizierte Mechanik, die vor jedem Spiel durch Öffnen der Türen in einer festgelegten Reihenfolge gezeigt wurde, um die Abwesenheit von Menschen zu beweisen. Der Apparat konnte aber nicht selbständig Schach spielen, denn die Maschine war „getürkt“ – wie es später zum geflügelten Wort werden sollte:
Im Inneren war ein Schachspieler versteckt, der bei der Besichtigung seine Position wechseln musste und danach zum Spielen über eine Mechanik die sitzende Türkenfigur die Züge ausführen ließ. Die Positionen der Schachfiguren, die der versteckte Spieler ja nicht sehen konnte, wurden über magnetische Plättchen am Fuß der Figuren nach innen übertragen.
Einige der besten Schachmeister dieser Zeit bedienten den Türken, der der Überlieferung zufolge sehr selten ein Spiel verlor. Zuletzt bediente ihn der Franzose Schlumberger, unter anderem auf einer mehrjährigen Tournee durch die Vereinigten Staaten. Sein Tod im Jahre 1838 beendete die aktive Laufbahn der Maschine, deren Geheimnis offiziell nie gelüftet wurde. Auch Berühmtheiten wie Maria Theresia, die die Auftraggeberin der Maschine war, und Napoleon spielten gegen den Schachtürken; Letzterer verlor drei Partien gegen den „Automaten“, der zu der Zeit von dem ersten bedeutenden deutschsprachigen Schachmeister Johann Baptist Allgaier gesteuert worden sein soll.

### Torres’ Turmendspiel-Automat
Den ersten echt schachspielenden Automaten konstruierte der Spanier Leonardo Torres Quevedo. Als Spezialist für Steuerungssysteme baute er eine elektromechanische Maschine namens El Ajedrecista (deutsch „Der Schachspieler“), die das Endspiel König und Turm gegen König ausführen konnte. Erstmals vorgeführt wurde der Apparat 1914 in Paris, er steht in der Polytechnischen Universität von Madrid. Obwohl es sich dabei noch nicht um einen Computer handelte, war es doch eine elektrotechnische Meisterleistung, die Mechanik und Relaistechnik verbindet. Der Automat löste die gestellten Probleme allerdings nicht immer optimal in den wenigstmöglichen Zügen. Leonardo Torres Quevedos selbst beschrieb seinen Automaten wie folgt:

„Mein Automat spielt Schach. Natürlich sind die Partien nicht sehr kompliziert, er spielt bloß mit dem weißen König und dem weißen Turm gegen den schwarzen König. Die Partie ist also von vornherein gewonnen. Aber immerhin muß er spielen können, um zu gewinnen, und muß den Gesetzen des Spieles folgen, um den Gegner matt zu setzen. Wenn der Gegner den schwarzen König zieht, muß der Automat untersuchen, ob der Zug den Spielregeln gemäß war. War dies nicht der Fall, dann protestiert er durch Entzünden einer Lampe. Sind die Regeln eingehalten worden, dann macht er einen Zug, der der Stellung der drei Figuren entspricht, und fügt dann Zug an Zug, bis er matt setzt. Mein Automat duldet nur drei Verletzungen der Spielregeln. Wenn das Licht zum dritten Male entzündet wurde, spielt er nicht mehr mit. Man kann dann den schwarzen König ziehen wohin man will und so oft man will, der Automat erwidert nicht. Will man trotzdem weiterspielen, dann muß man von vorn anfangen.“

In der Folgezeit lag die mechanische Schachforschung zunächst weitgehend brach, bis in den 1950er Jahren Digitalcomputer entwickelt wurden und die Elektronik die Mechanik hier ablösen sollte. Die Funktionsweise von El Ajedrecista wurde in der Zeitschrift BYTE in dem Artikel „ANTIQUE MECHANICAL COMPUTERS: The Torres Chess Automaton“ beschrieben.

## Groß- und Spezialrechner
Die Geschichte des Schachcomputers hängt eng mit der Entwicklung von Schachprogrammen zusammen und lässt sich zumeist nicht mehr getrennt behandeln. Im Weiteren wird deshalb nur noch die Hardware beschrieben.

### Belle und Cray X-MP
Belle war eine festverdrahtete Maschine, die 1979 von Ken Thompson und Joe Condon in den Bell Laboratories in New Jersey entwickelt wurde. Sie konnte bis zu 180.000 Stellungen in der Sekunde erzeugen und erreichte eine Suchtiefe von bis zu neun Halbzügen. Belle dominierte die Computerschachszene bis 1983. Ihr wurde im gleichen Jahr von der US-Schachföderation der Titel eines Nationalen Meisters verliehen. Dies war die erste Auszeichnung dieser Art für einen Schachcomputer.
Seit 1975 arbeitete Robert Hyatt, ein Professor aus Mississippi, an einem Programm namens Blitz und wandte sich im Jahr 1979 an die Forschungsabteilung der Firma Cray, die ihm einen Spitzenrechner (Cray-1) zur Verfügung stellte. In Zusammenarbeit mit Al Gower, einem Musikprofessor und Fernschachspieler, entwickelte Hyatt Cray Blitz. Doch trotz der Rechenleistung eines solchen Supercomputers (Cray-1 war damals die schnellste Rechenanlage der Welt) war Belle nicht zu besiegen.
Erst mit Cray X-MP wurde Belle im Jahre 1983 von Cray Blitz geschlagen. Cray Blitz war in Fortran, C und Cray-Assembler programmiert. Cray X-MP hatte 16 Prozessoren und eine Leistung von 13.000 MIPS. In dieser Konfiguration kostete der Rechner etwa 50 Millionen Dollar. Die Schachberechnungen wurden mit Hilfe eines speziellen Algorithmus auf die Prozessoren verteilt. Cray Blitz wurde 1983 und 1986 Computerschach-Weltmeister. Cray X-MP war kein Schachcomputer im engeren Sinne, sondern ein Universalrechner, auf dem in der Regel andere Programme liefen. Das Programm Crafty ist ein direkter Nachfahre von Cray Blitz und wird immer noch von Robert Hyatt weiterentwickelt.
Trotz des Sieges der Universalmaschine Cray X-MP (in weiteren Spielen siegte auch Belle wieder) zeigte das Kosten-Nutzen-Verhältnis, dass in Spezialhardware noch ein enormes Potenzial lag: Belle kostete nur ein Tausendstel einer Cray-Maschine.

### HiTech
An der Carnegie-Mellon-Universität in Pittsburgh, USA, baute Hans Berliner einen Spezialrechner namens HiTech. Obwohl es Berliner eher zur B-Strategie hinzog, baute er einen Brute-Force-Rechner mit 64-Prozessoren, der 120.000 Stellungen in der Sekunde untersuchte. Trotz einiger Erfolge blieb der große Durchbruch aus.

### Deep Thought und Deep Blue
Deep Thought war eine Vorentwicklung von Deep Blue, dem Superschachrechner von IBM, dem letzten Spezialrechner seiner Art. Da PC-Schachprogramme mittlerweile alle menschlichen Schachspieler mühelos schlagen, ist auch das Interesse an schachspielenden Groß- und Spezialrechnern zurückgegangen.

### Hydra
Der Schachcomputer Hydra ist eine leistungsstarke Maschine. Sie ist eine Mischung aus Standard-Hardware (Linux-Computercluster von 32 Intel-Xeon-Prozessoren) und 32 FPGA-Karten für die Stellungsbewertung. Hydra versucht die Baumsuche zu parallelisieren. Er wird vom Österreicher „Chrilly“ Donninger, den Deutschen Ulf Lorenz und Christopher Lutz sowie dem Unternehmen PAL Computer Systems aus Abu Dhabi entwickelt.

## Schachcomputer für den Heimbedarf

Einige Beispiele
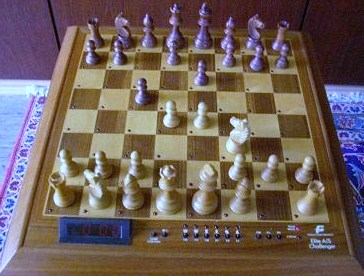
Fidelity Elite A/S (1983)
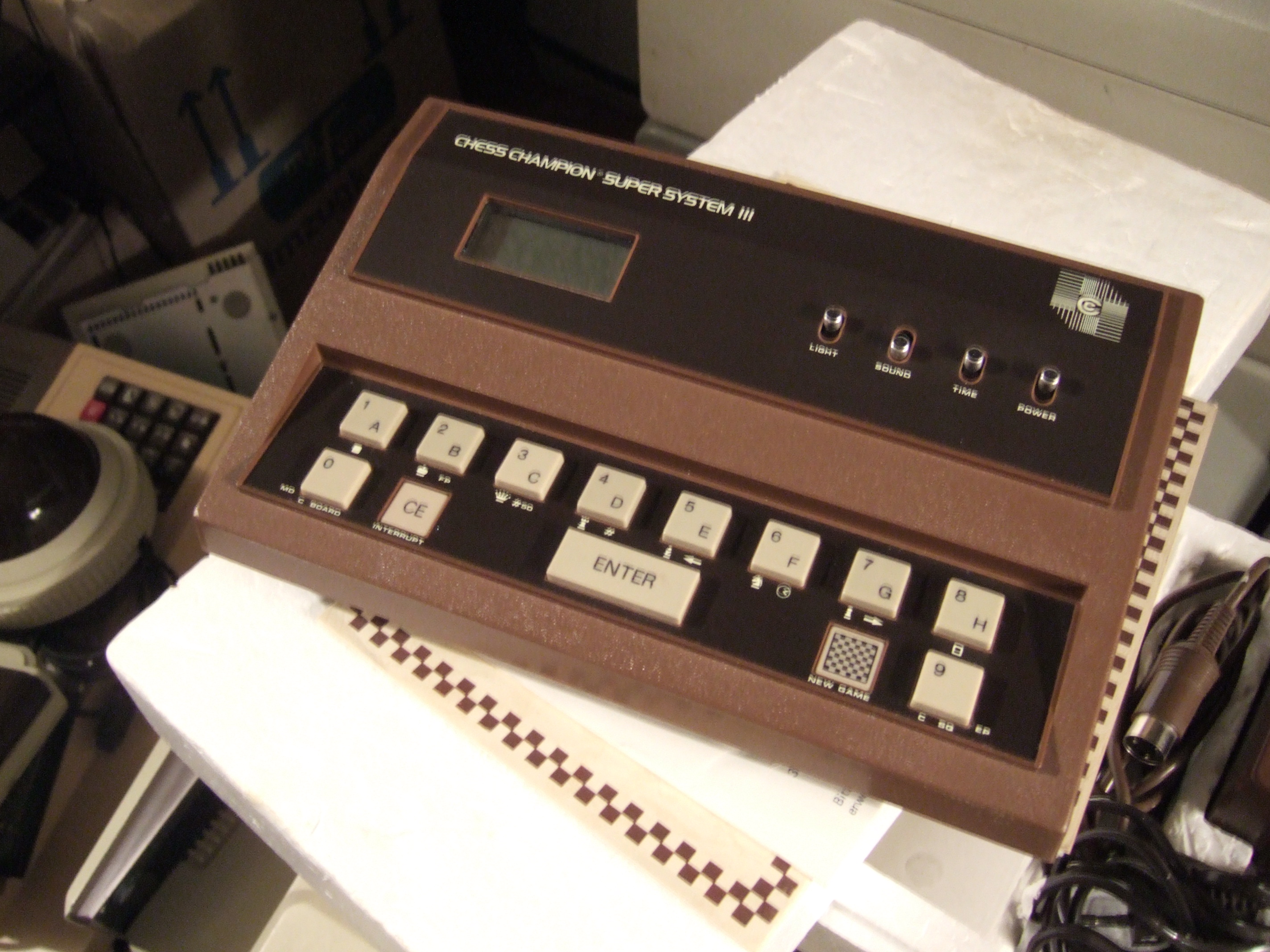
Chess Champion Super System III
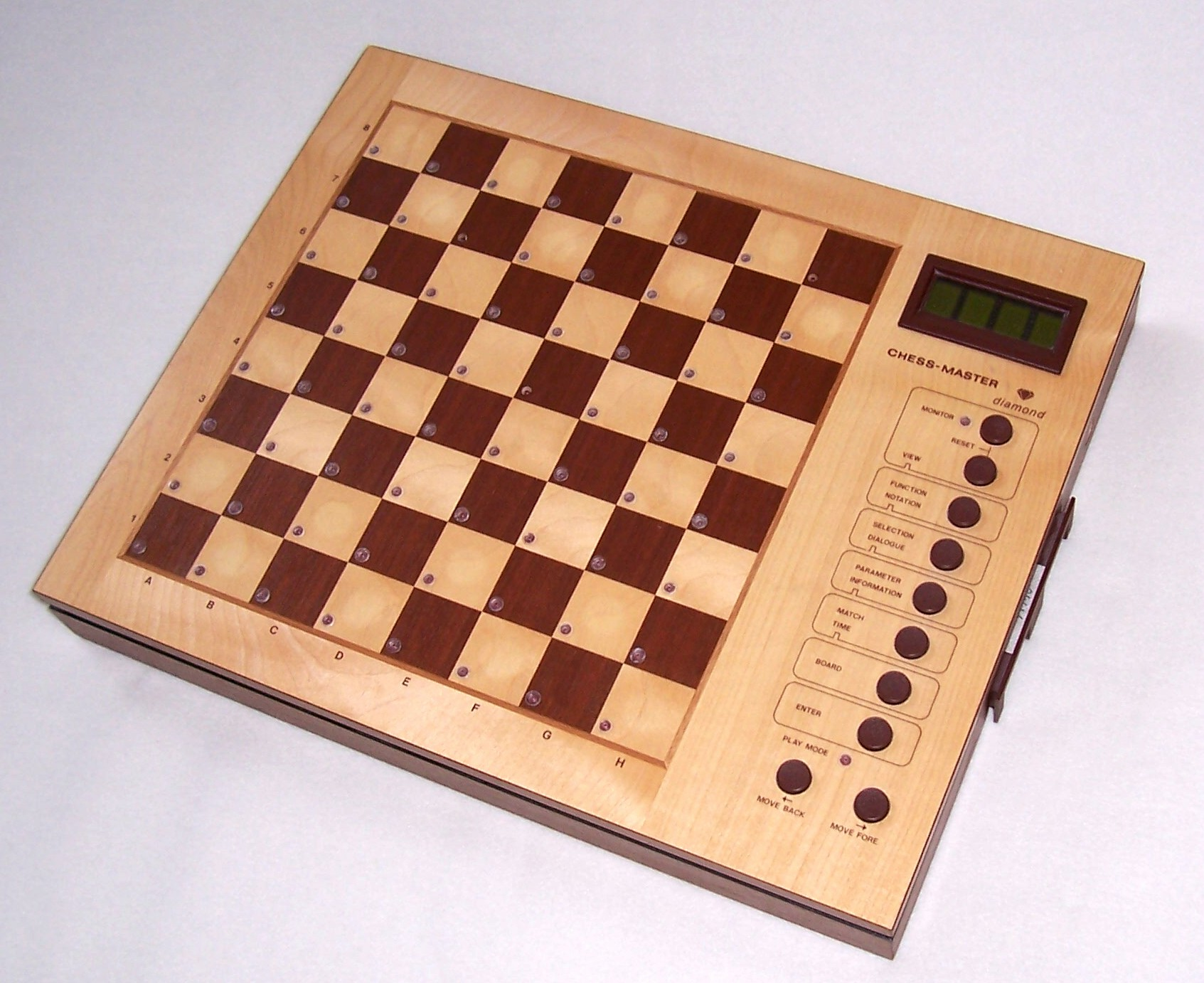
DDR-Schachcomputer CM diamond
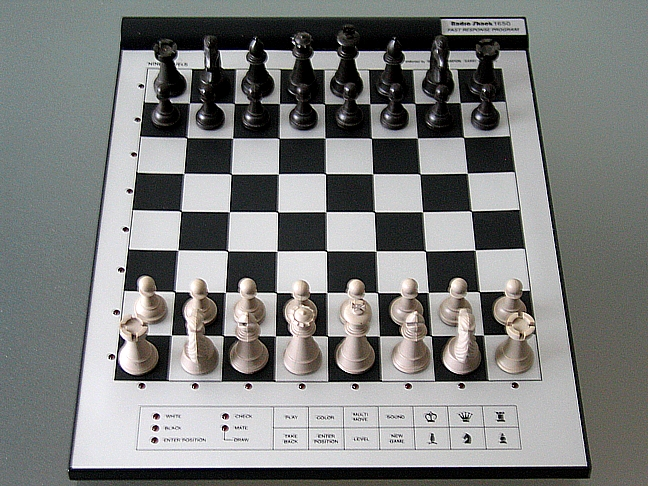
Tandy radio shack 1650 (1980er Jahre)

Mit dem Fidelity Chess Challenger 1 erschien 1977 der erste kommerzielle Schachcomputer. Dies war der Beginn einer stürmischen Entwicklung in den 1980er Jahren von immer neuen und leistungsfähigeren Schachcomputern. Bei frühen Schachcomputern musste der eigene Zug noch per Tastatur eingegeben werden.
Der Fidelity Elite A/S konnte 1983 jedoch bereits die Bewegung der Figuren selbst erkennen. Dies ist bei heutigen Schachcomputern, die meist die Form eines Schachbretts haben, beispielsweise durch kleine Magnete im Fuß der Figur zu erreichen.
Einen besonderen Weg ging die Schachcomputerentwicklung in der DDR, wo man den Schwerpunkt auf die Entwicklung von Schachcomputern für gehobene Ansprüche legte, insbesondere auch zwecks Deviseneinnahmen aus dem Export ins westliche Ausland.

### Schachroboter
Im Jahr 1983 kam der MB Milton auf den europäischen Markt. Dieser hatte im Gehäuseunterteil eine Robotereinheit, die mechanisch wie ein Plotter aufgebaut war. Diese Einheit konnte die Figuren per Elektromagnet von unten über das Schachbrett ziehen. Der MB Milton hieß auf dem amerikanischen Markt „MB Grandmaster“. Beide waren in weiten Teilen baugleich mit weiteren Schachrobotern wie dem „Fidelity Phantom 6100“ oder dem „Phantom 6126 Chesster“ (Eyeball). Eine andere Bauform vom gleichen Prinzip war im „Excalibur Mirage“ umgesetzt worden. Andere Firmen bauten aufwendigere Schachroboter, indem die Bewegung der Figuren über einen oberhalb des Schachbrettes angebrachten Roboterarm vollzogen wurde. Beispiele hierfür sind der „Novag Robot Adversary“ oder der „Excalibur Talking Robotic Chess 740“, der allerdings nie in Serienproduktion ging.

### Aktuelle Geräte

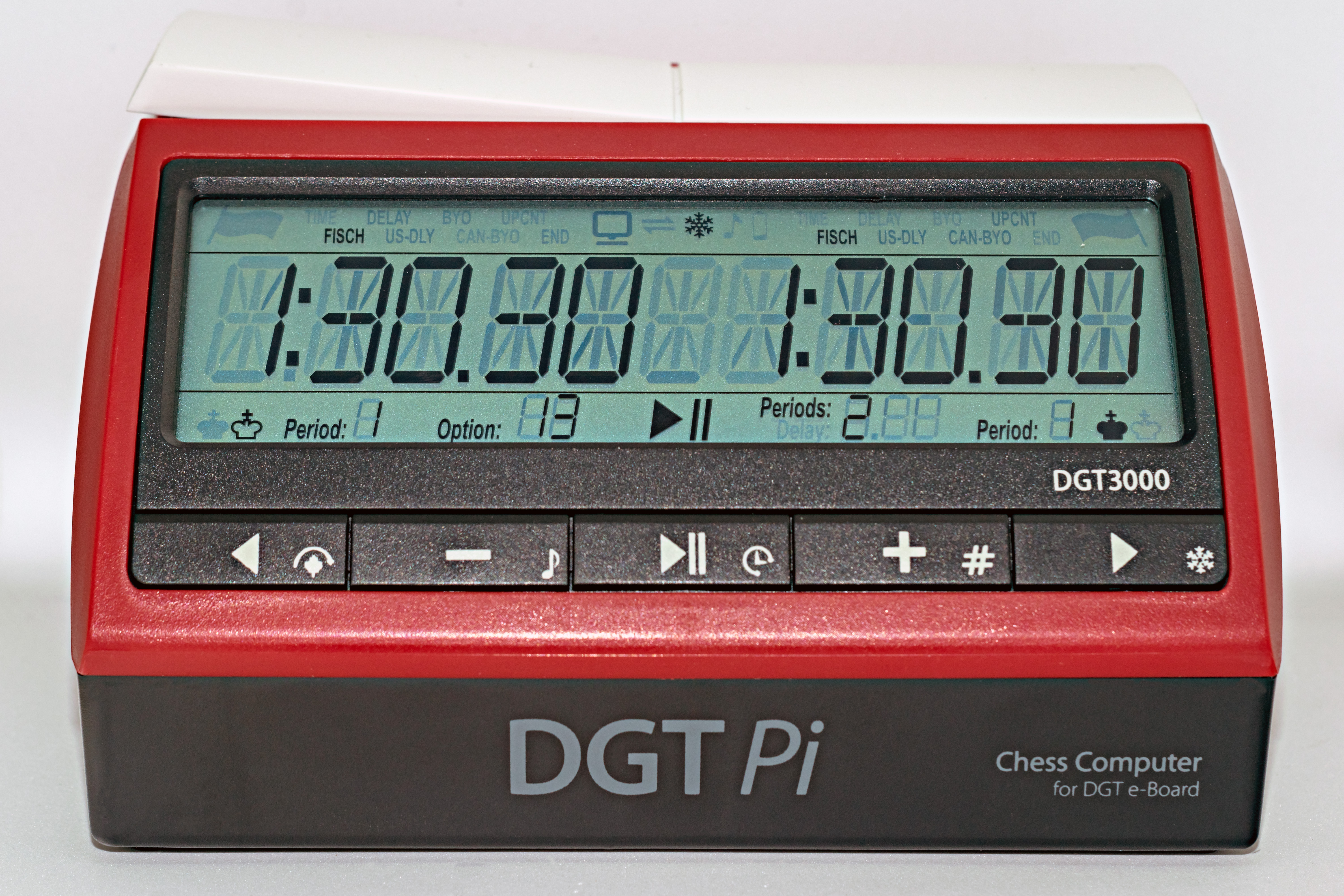
DGT Pi Chess Computer

Mikro-Schachcomputer werden hauptsächlich im Niedrigpreissegment verkauft. Aktuelle Geräte aus der Massenproduktion verzichten auf mechanische Extras und legen den Schwerpunkt auf Trainingsfunktionen, zum Beispiel gespeicherte Übungen und Warnungen bei groben Fehlern. Die Marktnische für Schachcomputer mit besonders hochwertiger Ausstattung wird vorwiegend vom Gebrauchtmarkt oder innerhalb einer Sammlerszene bedient. Darüber hinaus gibt es Kleinserien neuer Geräte mit Spezialversionen von Software-Schachengines.
Im Jahr 2016 stellte Digital Game Technology (DGT) den DGT Pi Chess Computer, einen Schachcomputer auf Basis des Raspberry Pi, vor. Dieser ist in eine Schachuhr integriert und nutzt deren Anzeige. Die Eingabe der Züge geschieht durch ein Schachbrett mit Figurenerkennung ebenfalls von DGT, welches mittels Bluetooth oder über den USB angebunden wird. Als Schachengine kommt unter anderem Stockfish zum Einsatz. Erwähnenswert ist, dass die verwendete Firmware, PicoChess, frei verfügbar ist.

## Wettbewerbe

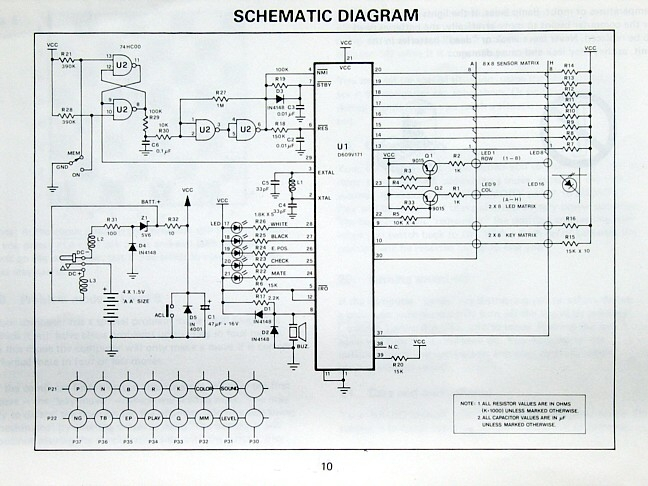
Schaltbild des Tandy Radio Shack 1650

Die weltweit erste große Computerschachmeisterschaft fand im September 1970 unter dem Namen 1st ACM United States Computer Chess Championship in New York statt. Daraus entstand die North American Computer Chess Championship (NACCC, deutsch „Nordamerikanische Computerschachmeisterschaft“), die bis 1994 zumeist jährlich stattfand. Darüber hinaus wurde von 1980 bis 2001 die Mikrocomputer-Schachweltmeisterschaft (kurz „Mikro-WM“) ausgerichtet. Häufig traten dabei Teilnehmer mit speziell für das Turnier getunten Geräten an. Die erfolgreichsten WM-Schachcomputer enthielten Programme von Dan und Kathe Spracklen (Fidelity, CPU 6502, Ursprung Sargon) und Richard Lang (Mephisto, CPU 68000, Ursprung Psion).
Das weltweit wichtigste und noch immer stattfindende Computerschachturnier, ist die World Computer Chess Championship (WCCC), deutsch „Computerschach-Weltmeisterschaft“, zu der sowohl auf Supercomputern laufende Schachprogramme als auch alle Arten von Schachcomputern zugelassen sind. Bei der 7. Computerschach-Weltmeisterschaft im Jahr 1992 gelang es erstmals einem „Mikro“, der ChessMachine Gideon 3.1 von Ed Schröder (auch als Mephisto RISC II Schachcomputer vermarktet) die Groß- und Spezialrechner zu distanzieren und den Titel des Computerschachweltmeisters zu erringen.
Ab Anfang der 1990er Jahre wurden für Schachprogramme verstärkt Personal Computer eingesetzt. Ab diesem Zeitpunkt stellten diese leistungsfähigere und portablere Plattformen. Der Markt für hochpreisige Mikro-Schachcomputer brach dadurch zusammen, fortan dominierten PC-Schachprogramme wie HIARCS, Rebel, Fritz, Genius oder MChess. Die Mikros nahmen ab 1994 nicht mehr nur an ihrer eigenen Weltmeisterschaft teil, die noch bis 2001 fortgeführt wurde.

### Mikrocomputer-Schachweltmeisterschaft (WMCCC)

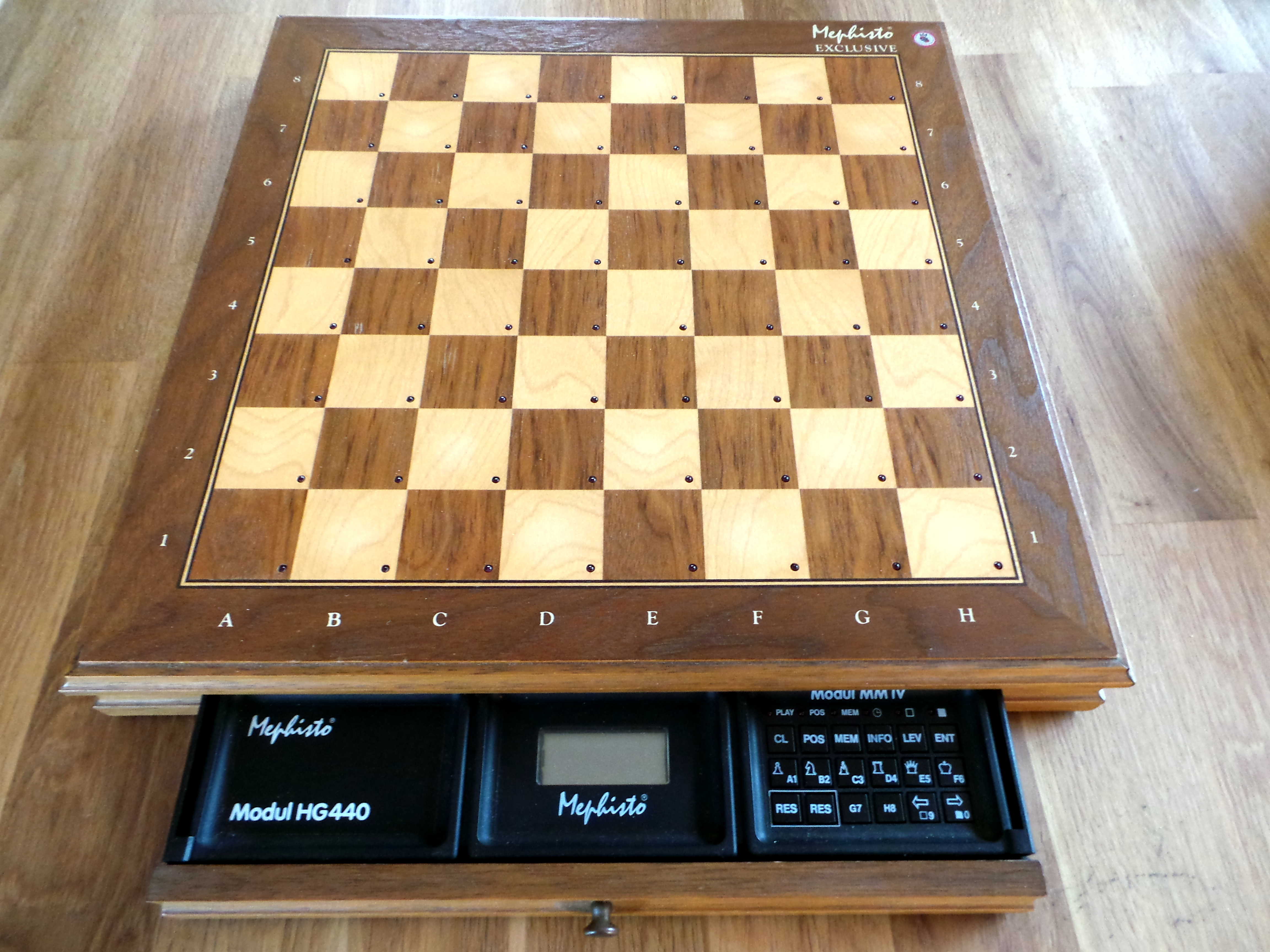
Der Mephisto Exclusive (1987) von Hegener + Glaser mit der ausziehbaren Modullade. In der Mitte das LCD-Anzeigemodul, rechts das Grundmodul (aus der Modulreihe MMIV) mit dem Tastenfeld zur Bedienung des Geräts. Bei dem linken Modul (Eröffnungsbibliothek HG440) handelt es sich um eine Erweiterung des Schachcomputers.

Einen Überblick zu den Anfängen der Mikrocomputer-Schachweltmeisterschaften veröffentlichte Alexander Canetti 1988, beginnend mit 1980 in London. Mephisto musste bis 1983 auf seinen ersten Einsatz warten. Im Jahre 1981 weitete sich die Nichtzulassung von Mephisto zu einem Skandal aus. Um die Spielstärke von Mikro-Schachcomputern und PC-Programmen zu vergleichen, erhalten diese aufgrund ihrer Spiele untereinander Elo-Zahlen, die im Rahmen der SSDF-Liste gepflegt werden.

### Schachcomputer vs. Mensch
Deep Blue gelang es als erstem Computer der Welt 1996, einen amtierenden Schachweltmeister, Garri Kasparow, in einer Partie mit regulären Zeitkontrollen zu schlagen.